# Yohei Fukumoto
Yohei Fukumoto (født 12. april 1987) er en japansk fodboldspiller.